# The Rains of Castamere
«The Rains of Castamere» es el noveno episodio de la tercera temporada de la serie de televisión de fantasía medieval Juego de tronos, de la cadena HBO. Los productores ejecutivos David Benioff y D. B. Weiss escribieron el guion en que está basado el episodio, y David Nutter se encargó de dirigirlo. Fue emitido por primera vez el 2 de junio de 2013.
La trama se centra en los acontecimientos ocurridos durante la boda de Edmure Tully y Roslin Frey y los planes de los Stark para cambiar la marcha de la guerra con los Lannister. Mientras, en el norte, la lealtad de Jon Nieve es puesta a prueba por los salvajes y, lejos de los Siete Reinos, Daenerys planea su invasión a la ciudad esclavista de Yunkai.
El episodio, denominado como una canción popular de Poniente, cuenta los eventos acontecidos en la denominada «Boda Roja» , uno de los pasajes del libro Tormenta de espadas que hizo que los productores ejecutivos de la serie David Benioff y B. D. Weiss buscaran hacerse con los derechos de las novelas Canción de hielo y fuego para llevarlos a la pequeña pantalla. «Las lluvias de Castamere» recibió amplia aprobación de la crítica y aumentó la popularidad de la serie en las redes sociales en los días posteriores a su emisión.

## Argumento

### En el Norte
Al norte del Muro, Sam (John Bradley) y Gilly (Hannah Murray) continúan su marcha hacia el sur. Sam cuenta a Gilly que planea que ambos crucen el Muro usando el pasadizo que hay en el Fuerte de la Noche, uno de los castillos abandonados a lo largo del Muro.
Al otro lado del Muro, Bran Stark (Isaac Hempstead-Wright) y su grupo se resguardan de una tormenta en un molino abandonado. Cerca de allí, Jon Nieve (Kit Harington) y el grupo de salvajes con el que escaló el Muro, atacan la granja de un anciano criador de caballos y le roban sus animales. Mientras tanto en el molino, Bran y Jojen Reed (Thomas Brodie-Sangster) discuten un plan para cruzar al norte del Muro, cuando Meera (Ellie Kendrick) localiza al criador de caballos, que ha escapado del ataque huyendo al galope por la zona. Después de que el anciano sea capturado por los salvajes, Hodor (Kristian Nairn) —asustado por los truenos— empieza a gritar, lo que puede alertar de su escondite a los salvajes. Bran usa sus habilidades de cambiapieles para entrar en la mente de Hodor y dejarle inconsciente.
Fuera, Tormund (Kristofer Hivju) se dispone a matar al anciano, pero Orell (Mackenzie Crook) pide que sea Jon el ejecutor, para probar su lealtad. Jon es incapaz de asesinar al anciano inocente, por lo que Tormund ordena a sus hombres que le maten. Ygritte (Rose Leslie) interviene y Jon combate con Orell. Bran entra en la mente de Verano y Peludo, su huargo y el de su hermano Rickon, y ambos ayudan a Jon. Mientras los huargos se encargan de los salvajes, Jon mata a Orell, roba un caballo y escapa. Tormund advierte a Ygritte de que Jon la ha abandonado. De noche, Bran pide a Osha (Natalia Tena) que lleve a su hermano pequeño Rickon (Art Parkinson) hasta Último Hogar, hogar de la casa Umber, y ambos parten de allí de inmediato.

### Al otro lado del Mar Angosto
Planeando su invasión a Yunkai, Daario (Ed Skrein) enseña a Daenerys (Emilia Clarke) y su caballeros una puerta trasera en las murallas, a través de la cual podrán entrar en la ciudad y abrir la puerta principal a su ejército. Ser Jorah (Iain Glen) no se fía del plan de Daario, pero accede cuando Daenerys pide su opinión a Gusano Gris (Jacob Anderson). Al caer la noche, Daario, Jorah y Gusano Gris llegan a la puerta trasera. Daario entra el primero, fingiendo que aún es leal a la ciudad como comandante de los Segundos Hijos, y tras acabar con los guardias, avisa a Jorah y Gusano Gris para que le sigan. Pronto son rodeados por soldados-esclavos de Yunkai aunque los tres guerreros consiguen derrotarlos. El grupo vuelve con Daenerys con buenas noticias sobre el asedio final. Ser Jorah es testigo de cómo Daenerys muestra especial preocupación por Daario.

### En Los Gemelos
En el campamento, Catelyn (Michelle Fairley) aconseja a su hijo Robb (Richard Madden), el Rey en el Norte, sobre su posible alianza con lord Walder Frey (David Bradley) y su futuro ataque a Roca Casterly, el hogar de la casa Lannister. Los Stark llegan a los Gemelos, castillo de la casa Frey, donde toman pan y sal como símbolo de respeto a las leyes de hospitalidad, que garantizan seguridad en casas nobles ajenas. Robb se disculpa ante el sarcástico Walder Frey y sus hijas por romper su promesa de matrimonio. Walder acepta su disculpa pero insiste en examinar a Talisa (Oona Chaplin), la mujer por la que Robb rompió su voto. Cerca de allí, Arya (Maisie Williams), aún cautiva por Sandor Clegane (Rory McCann), viaja hasta los Gemelos para reunirse con su madre y su hermano. Cuando encuentran a un mercader con problemas con su carromato, Clegane lo deja inconsciente y trata de matarlo, pero Arya se lo impide y en vez de ello, ambos roban el carromato para poder acceder al castillo.
De noche, Walder entrega a su hija Roslin (Alexandra Dowling) en matrimonio con Edmure Tully (Tobias Menzies), que queda sorprendido con su belleza. Tras la boda comienza la celebración. Durante el banquete, Walder inicia la ceremonia de encamamiento y la pareja es llevada a sus aposentos. Tras ello, Lothar Frey (Tom Brooke) cierra las puertas del lugar donde se celebra el banquete y los músicos comienzan a tocar «Las lluvias de Castamere», una canción de victoria Lannister. Usando el carromato de comida como pretexto para estar en los Gemelos, el Perro y Arya llegan a la boda. El carromato es rechazado y han de dar la vuelta, pero Arya se aprovecha una distracción del Perro para escabullirse dentro. Walder ordena a sus hombres que ataquen a los soldados Stark y Lothar apuñala repetidamente a una embarazada Talisa, que muere casi en el acto. Antes de que pueda reaccionar, Robb es asaetado por los músicos. Arya, habiendo cruzado la puerta principal, es testigo de cómo varios soldados Frey matan a los hombres de los Stark y a Viento Gris, el huargo de Robb. Es rescatada por el Perro, que la deja inconsciente y la saca del castillo. Catelyn, aunque herida, atrapa a la joven mujer de Walder como rehén y pide que dejen marchar a Robb. Walder se niega y Roose Bolton (Michael McElhatton) apuñala a Robb en el corazón, mientras le dice: "Los Lannister os envían recuerdos". Catelyn mata a la mujer de Walder Frey como venganza, justo antes de ser degollada por Walder "El Negro" (Tim Plester).

## Producción

### Guion
Los productores ejecutivos y show runners David Benioff y D. B. Weiss escribieron el guion de «Las lluvias de Castamere», en base al texto original de George R. R. Martin que forma parte de su novela Tormenta de espadas. El episodio adapta contenido de los capítulos del 40 al 42 y de 49 al 52 (Bran III, Jon V, Daenerys IV, Catelyn VI, Arya X, Catelyn VII y Arya XI) de la novela.
Cuenta con uno de los giros argumentales más importantes de la serie: la traición y asesinato de las fuerzas Stark durante la ceremonia nupcial conocida como «Boda Roja». Este trágico final de los acontecimientos impactó a Benioff y Weiss cuando leyeron por primera vez el libro y fue el pasaje que les convenció a intentar obtener los derechos de la saga de novelas para adaptarla en televisión.

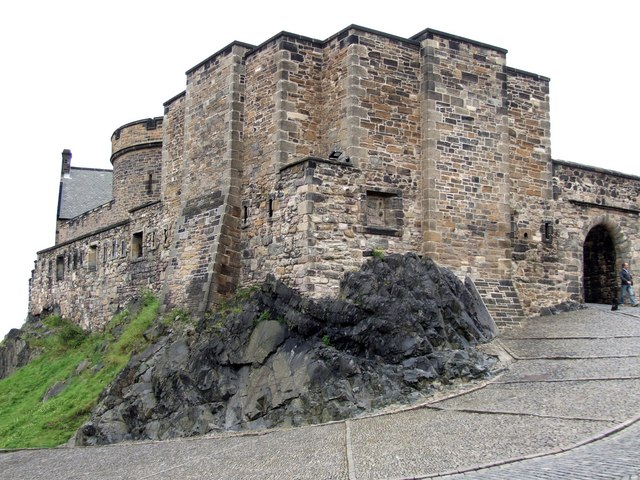
La Boda roja estuvo inspirada por la llamada Cena del toro negro que tuvo lugar en 1440 en el castillo de Edimburgo.

George R. R. Martin concibió la Boda Roja durante las primeras fases de planificación de la saga literaria, cuando tenía en mente hacer una trilogía en la que el fatídico enlace matrimonial cerraría el primero de los tres libros. Martin se inspiró en un evento histórico acaecido en el siglo XV, conocido como la «Cena del toro negro», donde el rey de Escocia invitó a los jefes del Clan Douglas a un festín en el Castillo de Edimburgo. Una cabeza de toro negro, símbolo de muerte, se sirvió como último plato de la cena mientras un solitario tambor tocaba de fondo, y los Douglas resultaron asesinados. Otro evento citado por el autor como inspiración principal fue la Masacre de Glencoe en 1692, en la que el Clan MacDonald acogió al Clan Campbell y mató a treinta y ocho de sus miembros durante la noche.
Martin ha declarado que la Boda Roja supuso el capítulo que más le costó escribir de toda la saga. Explicó que siempre trata de ponerse en la piel de sus personajes para escribir desde su perspectiva y que esto hace que desarrolle enlaces con ellos, incluso con los personajes menores que son asesinados durante la masacre. Resultaba tan duro para él, que eludió redactar el capítulo y continuó escribiendo el resto de la novela, para que sólo cuando el resto del libro estuviese terminado, tuviese que forzarse a volver y escribir la temida escena. En la San Diego Comic-Con de 2012 bromeó diciendo que «tendría que visitar un país sin televisión cuando el episodio fuese emitido».
Benioff y Weiss explicaron que fue «complicado» filmar la escena final pero que esa era la clave de la misma, puesto que «si filmas la Boda Roja y nadie se entristece, sería un fracaso». Benioff comentó que la serie había pasado más tiempo centrada en el personaje de Robb Stark que los libros debido a su aprecio por Richard Madden y que de esta forma, su despedida era más emotiva. Además alabó la forma en la que los personajes importantes mueren en las novelas, sin un «discurso final previo a la muerte» y que sólo hay «horror y matanza», algo que el productor intenta plasmar en la serie. Weiss destacó la importancia de conocer la mente que ingenió la traición, Twyin Lannister, en la serie y entender en conjunto las motivaciones del entramado. También habló sobre la importancia de los contrastes en las vidas de los personajes, poniendo como ejemplo que «el episodio 9 [de la primera temporada] termina con la decapitación de Ned Stark y el 10 lo hace con Daenerys resurgiendo de entre las cenizas con tres dragones. Va desde el momento más oscuro hasta el más optimista». Michelle Fairley pasó una semana sin poder hablar con nadie de la serie, según Weiss, porque estaba «devastada».
El episodio es titulado como The Rains of Castamere en referencia a la canción popular de Poniente Las lluvias de Castamere, un himno no-oficial de la Casa Lannister y Tywin Lannister, que recuerda la destrucción de la Casa Reyne de Castamere tras su rebelión contra el señor de Roca Casterly. Tanto en el episodio como en la novela, los músicos de la boda tocan los acordes de canción como señal para desatar la matanza. La canción suena previamente en los episodios «Blackwater» y «Alas negras, palabras negras» y su historia fue explicada en el episodio anterior «Los segundos hijos». Los productores ejecutivos declararon que su introducción en episodios anteriores tenía el objetivo de familiarizar a la audiencia con la canción, para que lograse ser reconocible en este punto de la historia.

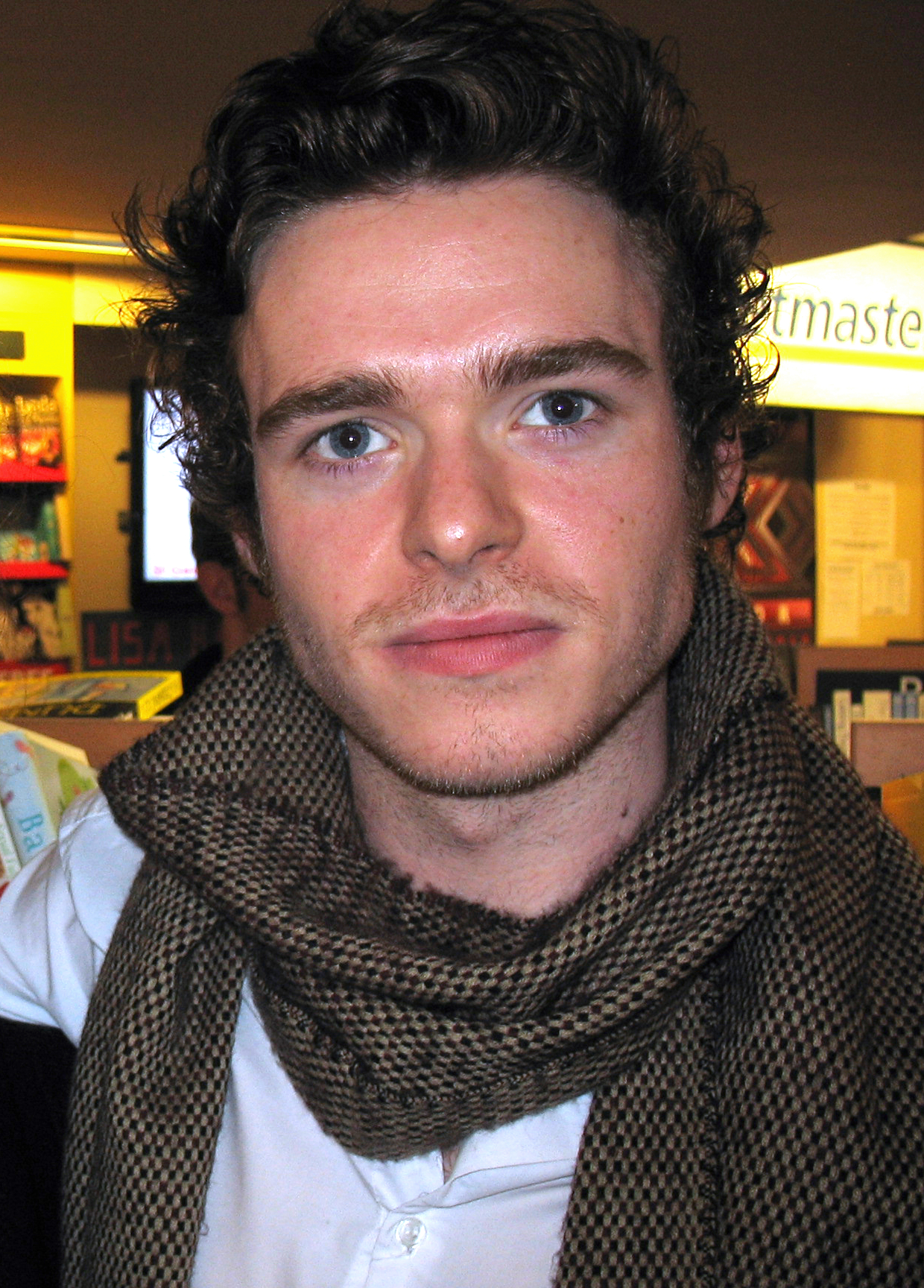
El actor Richard Madden ya conocía el destino de su personaje antes de leer el guion porque, según sus palabras, «cientos de personas se lo habían desvelado».

Un cambio significativo respecto a los acontecimientos narrados en la novela es la inclusión en la escena final de Talisa Maegyr, la esposa de Robb Stark, que es asesinada junto al resto de los Stark, hecho que además supone la muerte también de su hijo no-nato. En el libro, la figura del personaje es representada por la noble Jeyne Westerling que no se encuentra en los Gemelos durante la matanza y no está abiertamente embarazada. Weiss comentó que su inclusión en la escena tiene un impacto añadido debido a que en el mundo de Juego de tronos «el coste del honor, el amor y la lealtad es perder la cabeza» en referencia a la elección de Robb de su amor por Talisa en vez de su deber para con los Frey. Benioff aludió de nuevo a los contrastes encontrados y en cómo una escena que parecía idílica para los protagonistas, acaba con una matanza.

### Reparto
El episodio cuenta con el menor número de personajes principales desde el episodio «Blackwater» de la segunda temporada, con sólo once de los veintisiete actores presentes: Michelle Fairley (Catelyn), Richard Madden (Robb), Kit Harington (Jon), Maisie Williams (Arya), Oona Chaplin (Talisa), Rose Leslie (Ygritte), Emilia Clarke (Daenerys), Iain Glen (Jorah), Rory McCann (el Perro), John Bradley (Sam) y Isaac Hempstead-Wright (Bran). Will Champion, baterista y vocalista de la banda de rock alternativo Coldplay, hace un cameo como uno de los músicos que tocan en la boda. George R. R. Martin también planeó hacer un cameo, pero no pudo compatibilizar un viaje al set de rodaje en Belfast con su trabajo.
Richard Madden, intérprete de Robb Stark, hace su última aparición regular en la serie. Sobre ello, Madden declaró que intentó «quitarse de la cabeza la escena final del episodio mientras rodaba el resto de la temporada, puesto que somos como una gran familia y había trabajado con la mayoría de ellos durante cinco años, desde el rodaje del piloto». Sobre el rodaje de la escena final, el actor alabó el trabajo del director David Nutter y destacó el momento en la escena en la que Robb se despide de su madre con la mirada. Reconoció que tras los cinco días de rodaje del episodio, se emocionó por tener que dejar la serie y que apenas pudo acudir a la celebración de fin de rodaje por tener que asistir a otra filmación.
Los miembros principales del reparto Peter Dinklage (Tyrion), Lena Headey (Cersei), Nikolaj Coster-Waldau (Jaime), Aidan Gillen (Meñique), Charles Dance (Tywin), Liam Cunningham (Davos), Stephen Dillane (Stannis), Carice van Houten (Melisandre), Natalie Dormer (Margaery Tyrell), Sophie Turner (Sansa), Alfie Allen (Theon), Jack Gleeson (Joffrey), Joe Dempsie (Gendry), Sibel Kekilli (Shae), Conleth Hill (Varys), Jerome Flynn (Bronn) no aparecen y sus nombres no figuran en la secuencia de apertura. Sobre Dinklage, es la segunda vez que no aparece en un episodio tras «Ganas o mueres», de la primera temporada, y la primera vez en toda la serie desde que su nombre encabeza los créditos de apertura, rompiendo una sucesión de veintiún episodios en los que aparece acreditado.

## Recepción

### Emisión
El episodio se emitió por primera vez en Estados Unidos por la cadena HBO el domingo 2 de junio de 2013. 5,22 millones de espectadores vieron el episodio y recibió una cuota de pantalla del 2,8 en adultos entre 18–49 años. La segunda emisión fue disfrutada por 1,08 millones de personas, siendo el total de audiencia del episodio de 6,30 millones. La semana anterior no hubo emisión de la serie, puesto que coincidió con el Día de los Caídos, festividad en Estados Unidos. HBO decidió no emitir en dicho fin de semana festivo puesto que la temporada anterior las audiencias se resintieron y el episodio «Blackwater» tuvo un pico de audiencia menor al del resto de la segunda temporada.

### Reacciones de los aficionados
Durante los días posteriores a la emisión del episodio, proliferaron grabaciones de vídeo en las que se observan las reacciones en directo de algunos aficionados del programa que desconocían el desenlace trágico de los Stark. Estas se distribuyeron a través de plataformas como Vine, YouTube o Twitter. La actriz Maisie Williams también grabó un vídeo con su reacción a modo de broma. Pocos días después de la emisión del episodio, George R. R. Martin acudió al programa Conan, presentado por Conan O'Brien, donde le mostraron vídeos de aficionados reaccionando ante la fatídica escena final del episodio. De forma distendida, Martin destacó que las personas que habían leído los libros y sabían del impacto de la escena, grabaron dichos videos para que sus compañeros comprendieran por qué sus amigos nerds estaban tan impactados hace trece años. El escritor destacó que siempre intentaba mantener el suspenso y el miedo a cualquier destino para sus personajes en los lectores y espectadores.
«Las lluvias de Castamere» es considerado como uno de los más impactantes emitidos por televisión. The Huffington Post lo colocó el primero en su lista de los 9 episodios más devastadores de la historia televisiva reciente. Batió récords para la cadena en las redes sociales, obteniendo más de 700 000 menciones entre Twitter, Facebook, blogs, sitios de noticias y foros. Se convirtió en el episodio más comentado y mencionado de la cadena HBO en este tipo de plataformas, desbancando al primer episodio de la tercera temporada, «Valar Dohaeris», y al episodio inicial «Vuelve! vuelve! vuelve!» de la quinta temporada de la serie True Blood.

### Crítica y premios
El episodio obtuvo elogios de la crítica, a menudo refiriéndose a él como el mejor episodio de la temporada. La mayoría de los comentarios se centraron en la masacre del final del episodio, en la que se destacó especialmente la interpretación de Michelle Fairley. Matt Fowler de IGN le dio al episodio un puntuación perfecta de 10/10, llamándolo «...un evento exquisitamente terrible que logró superar a la muerte imprevisible y horrorosa de Ned Stark en la primera temporada». Escribiendo para The A.V. Club, tanto David Sims como Todd VanDerWerff dieron al episodio una nota de "A" (Sobresaliente). Simms (escribiendo para las personas que no habían leído las novelas) se mostró sorprendido por la muerte de tantos personajes principales y comento que «no creo que realmente haya procesado lo que acabo de ver». VanDerWerff, que reseñaba el episodio para los lectores de las novelas, escribió que «si [el lector] no quería lidiar con el pensamiento en las terribles muertes de Catelyn y Robb, bueno, siempre podría leer más rápido. O podría leerlo más despacio para asimilar bien lo ocurrido. En televisión, no puedes hacer eso». En una crítica para Forbes, Erik Kain dijo que el episodio era «uno de los mejores episodios de un drama de HBO hasta el momento» y señaló que «había un sentido más profundo de la tragedia al saber que [Robb] también perdió a su hijo nonato». Sean Collins de Rolling Stone también alabó el episodio y destacó el inusual paso que la serie dio al terminar uno de los conflictos centrales. Además, la revista incluyó el episodio como primero en el top 20 de mejores momentos televisivos del año.
«Las lluvias de Castamere» fue nominado individualmente a dos premios Emmy, en su 65.ª edición: Benioff y Weiss obtuvieron una nominación a mejor guion en serie dramática y el equipo de producción recibió otra a mejor edición de cámara única. La serie además, recibió nominaciones a otros quince premios durante dicha edición.